# 大降坪站

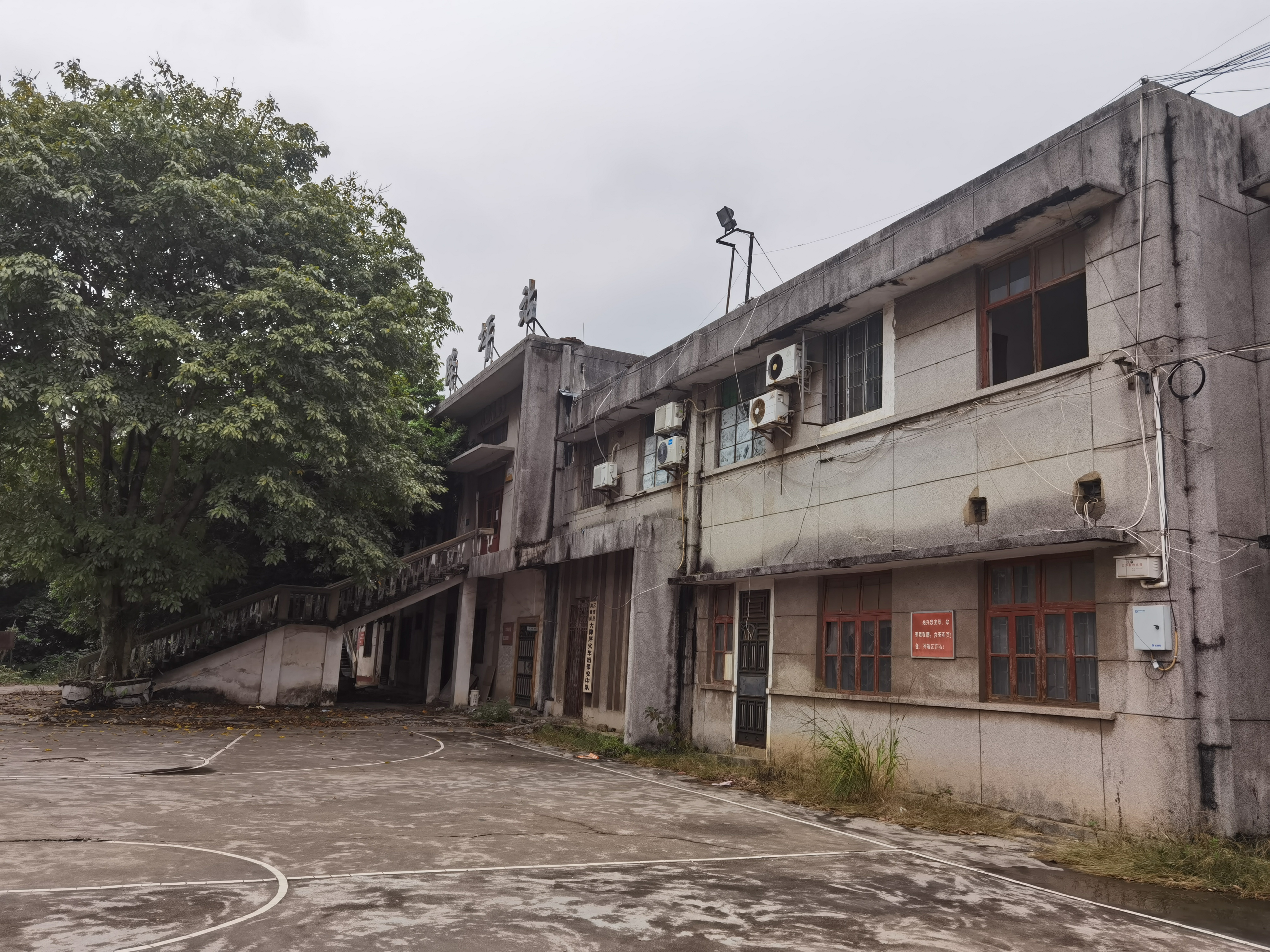
云浮支线大降坪站站房

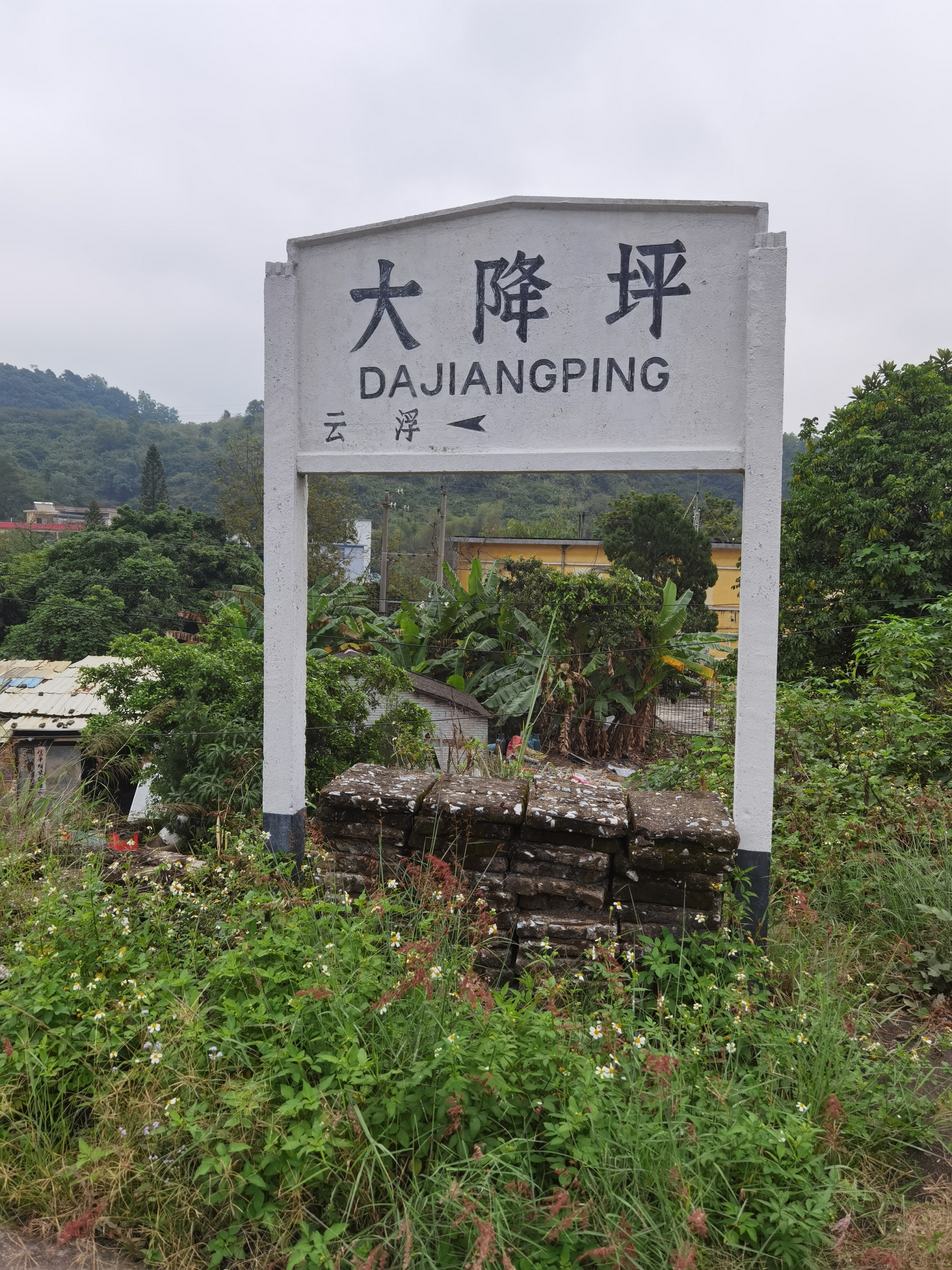
云浮支线大降坪站站牌

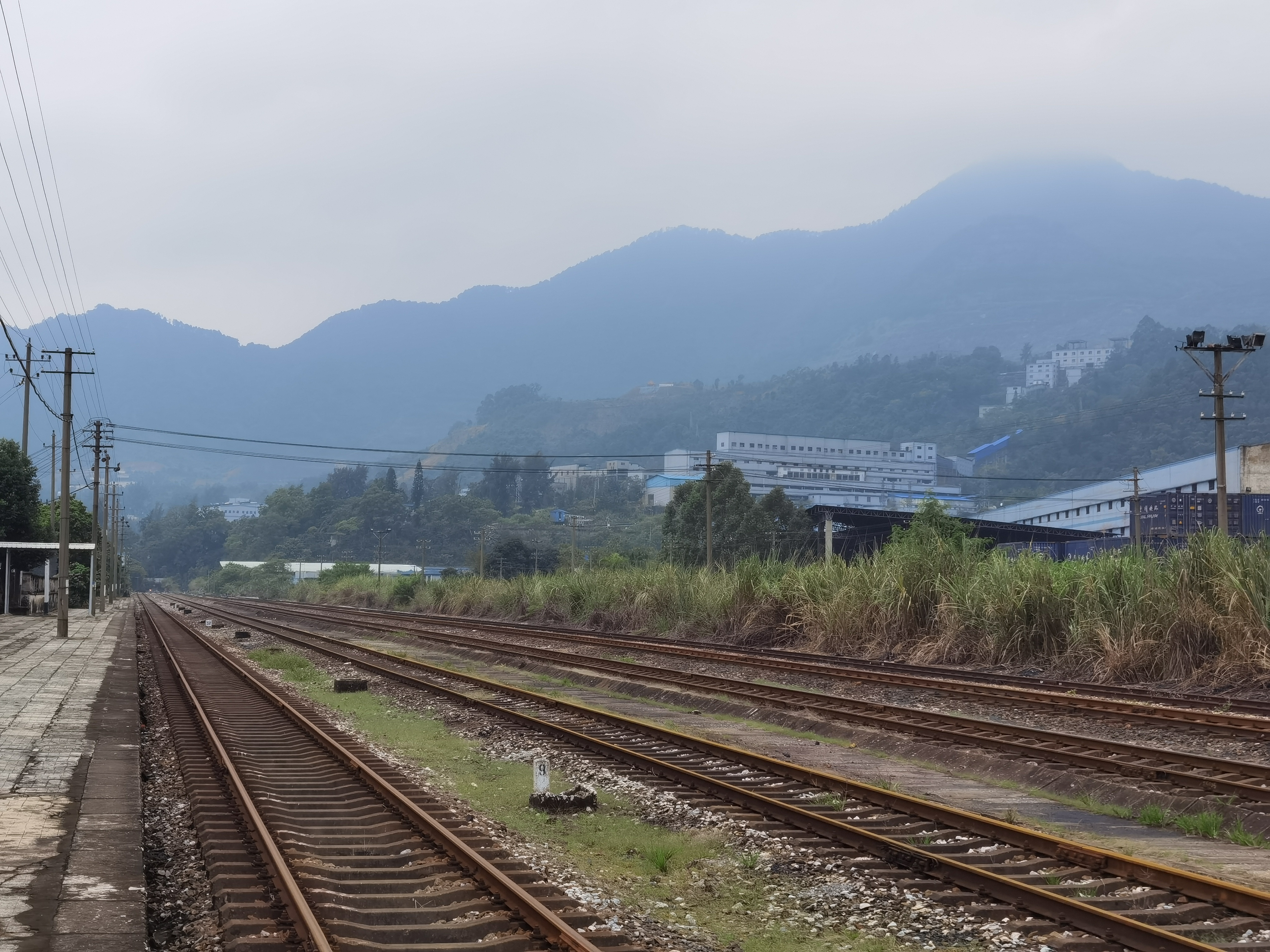
云浮支线大降坪站站台及站场

大降坪站位于广东省云浮市云城区，是云浮支线上的一座四等站，于1991年投入使用。离腰古站54公里，隶属广州铁路集团三茂铁路股份有限公司管辖。该站现已不办理客运业务；货运可办理整车货物到发。
该站曾有通往云安区六都港的窄轨云浮硫铁矿铁路，该铁路现已拆除。